# Ines Maria Ferraris
Ines Maria Ferraris nota anche come Ina Maria Ferraris (Torino, 6 maggio 1882 – Milano, 11 dicembre 1971) è stata un soprano e pianista italiana che cantò per più di due decenni al Teatro alla Scala oltre che in molti teatri internazionali.
Sebbene popolare in Italia, aveva un gruppo di estimatori particolarmente devoti in tutto il Sud America. Era un soprano lirico-leggero con una voce pura e agile, e cantò un vasto repertorio che comprendeva le opere del verismo di Puccini, la grand opéra italiana di Verdi e le opere tedesche di Richard Strauss. È particolarmente ricordata per aver interpretato il ruolo di Lisette nella prima mondiale de La rondine di Puccini nel 1917.

## Biografia
La Ferraris fu una bambina prodigio e iniziò la sua carriera come pianista di concerti alla giovane età di 12 anni dopo aver studiato pianoforte con Antonio Quartero. Successivamente si interessò all'opera e iniziò a studiare canto con Vittorio Vanzo a Milano. Si esibì per la prima volta in un concerto a Londra nel 1906. Debuttò due anni dopo, in teatro, a Bologna nel ruolo di Philine in Mignon di Thomas.
Nel 1911 debuttò alla Teatro alla Scala nel ruolo di Carolina ne Il matrimonio segreto di Cimarosa. Nello stesso anno cantò Sophie alla Scala nella prima produzione italiana de Il cavaliere della rosa, un ruolo che in seguito riprenderà al Teatro Costanzi di Roma nel 1914. Rimase alla Scala per oltre 20 anni, cantando numerosi ruoli principalmente di soprano lirico-leggero e del repertorio soubrette. Divenne una delle cantanti preferite di Arturo Toscanini con cui cantò numerose parti alla Scala tra cui Violetta ne La traviata e Nannetta in Falstaff di Verdi. Era anche una cara amica di Conchita Supervia, con la quale cantò molti ruoli, incluso il ruolo di Gretel al fianco di Hänsel in Hänsel und Gretel. Durante questo periodo cantò spesso in tutta Italia e in Sud America, dove ottenne un grande seguito. Cantò in particolare il ruolo della protagonista nella prima sudamericana de Il segreto di Susanna di Ermanno Wolf-Ferrari al Teatro Colón di Buenos Aires. Altri suoi ruoli in quel teatro furono Oscar in Un ballo in maschera, il ruolo della protagonista in La Wally di Catalani e Hélène in Une éducation manquée tra gli altri.
Nel 1916 cantò il ruolo di Violetta al Teatro Massimo Vittorio Emanuele di Palermo. L'anno seguente creò il ruolo di Lisette nella prima mondiale de La rondine di Puccini all'Opéra di Monte-Carlo. Fece anche diverse apparizioni al Teatro di San Carlo di Napoli negli anni 1920-1921 e 1924, cantando il ruolo di Gilda in Rigoletto. La Ferraris si ritirò dal palcoscenico nel 1934, dopo di che insegnò per molti anni in numerosi conservatori tra cui il Conservatorio di Musica Benedetto Marcello di Venezia, il Conservatorio Giovanni Battista Martini di Bologna, l'Accademia Musicale Chigiana di Siena e, infine, il Conservatorio di Milano.
È stata sepolta al Cimitero Maggiore di Milano, ove i resti sono stati poi raccolti in una celletta.

## Registrazioni
La Ferraris fu tra i musicisti di prima generazione a realizzare delle registrazioni fonografiche. In particolare, registrò Der Rosenkavalier nel ruolo di Sophie e Hansel e Gretel in quello di Gretel con Conchita Supervia, entrambe interpreti delle stesse opere alla Scala. Registrò anche il ruolo di Gilda nella prima registrazione completa del Rigoletto nel 1916 con Cesare Formichi nel ruolo del titolo.